# Highway Tune
Highway Tune ist ein Lied der US-amerikanischen Classic-Rock-Band Greta Van Fleet. Es war die erste Single der Debüt-EP Black Smoke Rising.

## Entstehung
Das Lied Highway Tune ist das erste Lied, das die Band zusammen geschrieben und aufgenommen hat. Das einleitende Gitarrenriff stammt laut dem Gitarristen Jake Kiszka aus dem Jahre 2010, sieben Jahre bevor das Lied veröffentlicht wurde und zwei Jahre vor Gründung der Band. Nach der Bandgründung arbeitete die Band das Lied weiter aus. Nach zwei Demoaufnahmen war das Lied schließlich fertig gestellt. Am 31. März 2017 wurde das Lied als Single veröffentlicht. Für das Lied wurde in einem verlassenen Lagerhaus ein Musikvideo gedreht, das am 19. April 2017 exklusiv über das Onlinemagazin Loudwire veröffentlicht wurde. Highway Tune erschien sowohl auf der EP Black Smoke Rising als auch auf der nachfolgenden EP From the Fires.

## Rezeption
Laut Don Tice vom Onlinemagazin Blues Rock Review ist Highway Tune „eine Reminiszenz an die frühen Tage von Led Zeppelin“, besonders an die „rauhen, unverfälschten Schreie wie beim Lied Communication Breakdown“. Anthony Frisketti vom Onlinemagazin Cryptic Rock bezeichnete den Groove des Liedes als „infektiös“. In manchen Momenten könne man AC/DCs Angus Young „in den Gitarrenriffs hören“. Das Lied erreichte im September 2017 Platz eins der Billboard Mainstream Rock Songs, der Billboard Active Rock Charts und der kanadischen Active Rock Radio Charts. Zu diesem Zeitpunkt wurde das Lied bei Spotify über 3,8 Millionen Mal gestreamt und das Musikvideo über YouTube über zwei Millionen Mal gesehen.
Bei den Grammy Awards 2019 wurde das Lied in der Kategorie Best Rock Performance nominiert. Der Preis ging jedoch an Chris Cornell.

## Auszeichnungen für Musikverkäufe
| Land/Region               | Auszeichnungen für Musikverkäufe (Land/Region, Auszeichnung, Verkäufe) | Verkäufe  |
| ------------------------- | ---------------------------------------------------------------------- | --------- |
| Brasilien (PMB)           | Platin                                                                 | 40.000    |
| Kanada (MC)               | Platin                                                                 | 80.000    |
| Vereinigte Staaten (RIAA) | Platin                                                                 | 1.000.000 |
| Insgesamt                 | 3× Platin ·                                                            | 1.120.000 |

## Weiterverwendung
Im Januar 2016 wurde das Lied in der Folge Weg damit! aus der US-amerikanischen Fernsehserie Shameless verwendet. Das US-amerikanische Audio-Unternehmen Bose Corporation veröffentlichte im Oktober 2018 in Zusammenarbeit mit der National Football League einen Werbespot. In dem Spot ist der Quarterback Carson Wentz von den Philadelphia Eagles zu sehen, der in einem Diner sitzt. Da er sich wegen des Lärms nicht konzentrieren kann setzt er sich von der Firma Bose hergestellte, schallunterdrückende Kopfhörer auf und hört das Lied Highway Tune.